# Lobovalgus francoisi
Lobovalgus francoisi är en skalbaggsart som beskrevs av Franz Antoine 2002. Lobovalgus francoisi ingår i släktet Lobovalgus och familjen Cetoniidae. Inga underarter finns listade i Catalogue of Life.